# Svensk Miljöbas
Svensk Miljöbas (SMB), numera SUSA - Sustainable Standards(SUSA) är en ideell förening vars vision är Standarder för en hållbar framtid. 

SUSA erbjuder de kvalitetssäkrade standarderna för miljöledning, kvalitetsledning, systematiskt hållbarhetsarbete och hållbarhetsanpassat event:
- Svensk Miljöbas kravstandard
- Svensk Kvalitetsbas kravstandard
- SUSA:s standard för systematiskt hållbarhetsarbete
- SUSA:s metod för hållbarhetsanpassat event

Medlemmarna i SUSA består av såväl kommuner som privata aktörer.
Medlemmar i föreningen som uppfyller kravstandarden för utfärdarorganisationer har rätt att utfärda diplom med standardens logotyp..
De utfärdarorganisationer som är anslutna till föreningen kan ha olika metoder för stöd till implementering av miljöledningssystem och diplomering av en organisation. Skallkraven för innehåll och drift av ledningssystemet är dock standardiserad och säkerställs genom revision av såväl miljödokumentation som faktiska miljöåtgärder genom av SMB godkänd miljörevisor.
Föreningen har 24 medlemmar(2022).
Såväl företag som enheter inom offentlig förvaltning kan diplomeras.

## SUSA:s syfte och uppgift
- Verka för en hållbar utveckling i kommersiella, offentliga och ideella verksamheter
- Säkerställa hög kvalitet och kompetens i föreningens verksamhet
- Tillhandahålla, utveckla och synliggöra föreningens standarder och verktyg
- Verka för hög trovärdighet hos föreningens intressenter
- Verka för att organisationer ansluter sig till föreningen
- Följa utvecklingen inom föreningens intresseområden nationellt och internationellt